# Ochsner Sport
Ochsner Sport gilt mit seinen mehr als 80 Filialen als grösster Sportfachhändler der Schweiz. Im Sortiment befinden sich Sportschuhe, Sportbekleidung und Sportausrüstung von diversen Marken – darunter Eigenmarken wie 46 Nord oder Powerzone – an. Das Unternehmen hat seinen Hauptsitz in Dietikon und hat schweizweit ca. 1600 Beschäftigte. Ochsner Sport gehört zu den 500 grössten Unternehmen in der Schweiz.

## Geschichte
Ochsner wurde im Jahr 1928 von Gottfried Ochsner als «Volks-Schuhhaus Ochsner» gegründet. Sein Sohn Max Ochsner übernahm später die Führung und startete 1961 den Bereich Ochsner Sport. 1992 ging die Ochsner Holding an die deutsche Deichmann-Gruppe über und wurde mit der Dosenbach-Ochsner AG Schuhe und Sport zusammengeführt. 2019 wurde die neue Gesellschaft Ochsner Sport AG gegründet und 2020 aus der Dosenbach-Ochsner AG ausgegliedert. Neben dem eigenen Onlineshop werden die Waren seit August 2021 auch über Microspot vertrieben.

## Sponsoring
Seit dem Jahr 2015 ist Ochsner Sport offizieller Ausrüster von Swiss Olympic. Weiter hat das Unternehmen seit dem Jahr 2004 eine Partnerschaft mit Swiss-Ski und ist Sponsor der Fis-Ski-Weltcuprennen in Adelboden und Wengen. Seit dem Jahr 2007 fungiert es als offizielles Sportgeschäft und Merchandising Partner des Verbands. Ausserdem ist das Unternehmen Individualsponsor diverser alpiner Skifahrer, unter anderem Corinne Suter, Beat Feuz, Loic Meillard und Mélanie Meillard. 
Des Weiteren engagiert sich Ochsner Sport auch im Fussball und ist Sponsor verschiedener Fussballclubs (FC Zürich, FC Luzern, FC Vaduz oder FC Aarau). Seit dem Jahr 2017 ist Ochsner Sport auch Partner von swiss unihockey und seit 2020 Partner des Schweizerischen Turnverbandes.